# Цутому Хата
Цутому Хата (на японски: 羽田 孜, по английската система на Хепбърн: Hata Tsutomu) е японски политик, министър-председател на Япония между 28 април и 30 юни 1994 година.

## Биография

### Ранен живот и образование
Роден е на 14 август 1935 година в град Токио, Япония. Баща му е вестникарски журналист, който два пъти е избиран за представител в парламента, съответно през 1937 и 1952 година. По време на американските бомбардировки на Токио, семейството му е евакуирано в Нагано.
Хата завършва университета Сейджо. Опитът му да стане вестникарски журналист е неуспешен, след като се проваля на приемните изпити.
През 1964 година сключва брак с Ясуко Хата, с която имат двама сина.

#### Политическа кариера
Започва политическа кариера с помощта на баща му. Става член на Либерално-демократическата партия (ЛДП). През 1969 година е избран за представител в парламента, заемайки мястото на баща си.